# Collemopsidiomycetes
Collemopsidiomycetes é uma classe monotípica de fungos ascomicetos da subdivisão Pezizomycotina cuja única ordem é Collemopsidiales, a qual contém a família Xanthopyreniaceae e o género Collemopsidium em incertae sedis.  Esta classe inclui líquenes que vivem em endossimbiose com cianobactérias.

## Descrição
Os fungos desta classe assumem formas crostosas, epilíticas ou endolíticas e contêm um talo composto por hifas finas e de formato frouxo associadas a cianobactérias e ascocarpos em desenvolvimento.
O ascocarpo é um peritécio, solitário, unilocular, com um excípulo carbonizado a hialino com [[[fise]]s ramificadas e anastomosadas, frequentemente de espessura irregular, em forma de rede. Os ascos são bitunicados ou fisitunicados, com câmaras oculares, ovóides a subcilíndricas, geralmente em forma de pedúnculo.
A reprodução é sexual e os ascósporos são hialinos (raramente acastanhados em espécimes maduros), de formato oblongo a ovoide-fusiforme, uniseptados, com um perisporo gelatinoso geralmente presente e um conidioma picnidial. As células são conidiogénicas cilíndricas e a conidiogénese é fialídica. Os conídios são baciliformes a elipsóides. Alguns deles são ectossimbiontes de cracas.

## Taxonomia
Na sua presente circunscrição taxonómica, a classe Collemopsidiomycetes integra os seguintes taxa:
- Collemopsidiomycetes
  - Collemopsidium
  - Xanthopyreniaceae
    - Collemopsidiomyces
    - Didymellopsis
    - Pseudarthopyrenia
    - Xanthoporina
    - Xanthopyrenia
    - Zwackhiomyces
    - Zwackhiomacromyces